# 162d Combat Communications Group
Le 162d Combat Communications Group est une unité inactive de la California Air National Guard (en). Son quartier général était situé sur la North Highlands Air National Guard Station, près de Sacramento, en Californie.

## Mission
Le 162d Combat Communications Group fournit à l'adjudant général de l'état des communications vocales et de données dans tout l'État de Californie lors d'urgences ou de contingences.
Dans le cadre de sa mission fédérale, le 162d forme, déploie, exploite et entretient des installations tactiques de communications électroniques et fournit des services de communications tactiques de commandement et de contrôle pour les commandements opérationnels. Il appuie les forces militaires des États-Unis en temps de guerre.

## Historique
L'histoire du 162d remonte au 30 mars 1944 lorsque le 599th Signal Aircraft Warning Battalion est activé à Drew Field, en Floride. Peu de temps après, l'unité déménage à Oahu, à Hawaï. Certaines de ses composantes sont utilisées dans les îles Marshall et Mariannes pendant la Seconde Guerre mondiale. L'unité est mise en sommeil le 29 juillet 1946, mais est réactivée le 13 mai 1948 en tant que 162nd Aircraft Control and Warning Group de la California Air National Guard.
Le 1er mai 1951, l'unité se mobilise pour servir pendant la guerre de Corée jusqu'au 6 février 1952. L'année suivante, le groupe revient dans l'État de Californie et est rebaptisé 162d Tactical Control Group, stationné à Van Nuys Air National Guard Base. À ce moment-là, trois des unités actuellement affectées (les 147th, 148th et 149th) sont des Aircraft Control and Warning Squadrons relevant du 162d Group.
Le 1er mars 1961, le quartier général du groupe déménage sur la North Highlands Air National Guard Station, près de Sacramento, et est rebaptisé 162d Communications Group (Mobile). À ce moment-là, les 222d, 234th et 261st rejoignent le groupe. En 1966, le groupe est de nouveau renommé, en 162d Mobile Communications Group. Il conserve cette désignation jusqu'au 10 février 1976, date à laquelle il reçoit sa désignation actuelle de 162d Combat Communications Group. Le 162d passe sous le commandement de l'Air Combat Command de l'Air Force situé sur la Langley Air Force Base, en Virginie.
Le groupe est désactivé le 1er septembre 2015 et ses actifs sont transférés à la 195th Wing (en), stationnée sur la Beale Air Force Base, en Californie.

## Lignée
- Crée en tant que 599th Signal Aircraft Warning Battalion

Activé le 30 mars 1944
Mis en sommeil le 29 juillet 1946
- Renommé 162d Aircraft Control and Warning Group et attribué à la Garde nationale en août 1946

Activé 13 May 1948 reconnu fédéralisent
Appelé au service actif le 1er mai 1951
Mis en sommeil le 6 février 1952
- Renommé 162d Tactical Control Group et passe sous le contrôle de la Garde nationale aérienne

Activé le 1er février 1953
Renommé 162d Communications Group (Mobile) le 1er mars 1961
Renommé 162d Mobile Communications Group le 16 mars 1968
Renommé 162d Combat Communications Group le 1er avril 1976
Renommé 162d Combat Information Systems Group le 1er juillet 1985
Renommé 162d Combat Communications Group le 1er octobre 1986
Mis en sommeil le 1er septembre 2015

### Gestion
- Signal Aircraft Warning Training Center, 30 mars 1944
- VII Fighter Command (en), septembre 1944
- Signal Aircraft Warning Service, VII Fighter Command, septembre 1944 - 29 juillet 1946
- 62d Fighter Wing (en), 13 mai 1948
- California Air National Guard, 30 octobre 1950
- Fourth Air Force (en), 1er mai 1951
- Western Air Defense Force (en), 10 mai 1951
- 25th Air Division (en), 1er juin 1951 - 6 février 1952
- California Air National Guard, 1er janvier 1953 - 1er septembre 2015

### Composantes
- 147th Combat Communications Squadron (en) à San Diego, en Californie
- 148th Space Operations Squadron (en) sur la Vandenberg Air Force Base, en Californie
- 149th Combat Communications Squadron (en) sur la North Highlands ANGS, en Californie
- 216th Operations Support Squadron sur la Vandenberg Air Force Base, Californie
- 222d Combat Communications Squadron à Costa Mesa, en Californie
- 234th Intelligence Squadron (en) sur la Beale AFB, en Californie
- 261st Combat Communications Squadron (en) à Van Nuys, en Californie

### Bases
- Drew Field, Floride, 30 mars 1944
- Oahu, Hawaï, septembre 1944
- Saipan, Îles Mariannes, 22 septembre 1944 - 29 juillet 1946
- Van Nuys Municipal Airport, 13 mai 1948
- Larson Air Force Base, Washington, 10 mai 1951 - 6 février 1952
- Van Nuys Air National Guard Base, 1er janvier 1953
- North Highlands Air National Guard Station, 1er mars 1961 – 1er septembre 2015